# Morpho epistrophus titei
Morpho epistrophus titei, denominada comúnmente panambí morotí, es una de las subespecies que integran la especie M. epistrophus, un lepidóptero ditrisio nimfálido del género Morpho. Habita en regiones selváticas del centro-este de Sudamérica.

## Taxonomía y características
Esta subespecie fue descrita originalmente en el año 1962 por los entomólogos franceses Eugène Le Moult y Pierre Réal.
Etimología
La etimología de la denominación genérica Morpho proviene del griego morfo, morfous, un sustantivo poético femenino que designaba antiguamente a Venus. Por esta razón, en se debe Esta es la razón del porqué en la nomenclatura de sus especies se utiliza el género femenino. El término específico epistrophus hace alusión a un personaje de la Ilíada.
Morpho epistrophus titei mide 110 mm en el caso de las hembras, y 90 mm. Su coloración general es celeste claro a blanco, dorsalmente con marcas marginales irregulares de tonos parduscos, y ventralmente con una hilera media de ocelos en ambas alas de color amarillento, negro, y con centro celeste pálido, todos unidos por una banda pardusca. La hembra se diferencia en tener una tonalidad pardusca en el área inferior de las alas posteriores. 

## Distribución geográfica
Morpho epistrophus titei se distribuye en selvas pluviales en el centro-este de Sudamérica. Habita en el Paraguay y en el nordeste de la Argentina, en la provincia de Misiones, donde se le brinda protección en algunas áreas protegidas, por ejemplo sobre el río Iguazú, en la reserva privada Yacutinga, y en el parque nacional Iguazú.

## Costumbres
Morpho epistrophus titei es una mariposa grande, llamativa, de vuelo poderoso, lento, ondulante, a baja o media altura, con habituales planeos y bruscos aleteos, generalmente recorriendo senderos en sectores umbríos y húmedos de las selvas donde habita. Se posa sobre frutos fermentados que caen al piso, o sobre excrementos. Al ser asustada se aleja de la amenaza hacia sectores densos volando rápida y erráticamente para desorientar a la fuente de peligro, aumentando la celada posándose de repente para quedar totalmente quieta y con las alas cerradas, confiando en su mimetismo alar ventral.
Es habitual encontrar grupos de ejemplares machos persiguiendo en vuelo a una hembra e intentando copularla. 

### Orugas y sus especies vegetales hospedadoras
La hembra coloca de manera dispersa, bajo las hojas de las plantas específicas, huevos que miden un tamaño de 2 mm de diámetro.
Las larvas u orugas de Morpho epistrophus titei se alimentan de las hojas de varias especies leñosas, en especial del coronillo (Scutia buxifolia), yerba de bugre (Lonchocarpus nitidus), ingá (Inga vera), Ratonia, Acacia, Sebastiania, Erythroxylum , y Cupania.
Sus orugas son de un largo de 65 mm. Presentan llamativas tonalidades aposemáticas, muy distintas a la del adulto: rojas a naranjas en los pelos cortos (no urticantes), blancas en largos mechones de los flancos y el dorso, y negras en una línea dorsal sobre la cual muestra puntos dorados. Sus larvas son procesionarias y gregarias, durante el día se agrupan formando sobre la corteza de los troncos de la planta huésped o directamente colgando, vistosos ramilletes rojos, buscando con la asociación una mayor protección frente a los predadores. Por la noche, se separan para alimentarse. Así pasan todo el otoño y el invierno, hasta llegar a la primavera, momento en que se transforman en crisálidas.